# McQueeney, Texas
McQueeney là một nơi ấn định cho điều tra dân số (CDP) thuộc quận Guadalupe, tiểu bang Texas, Hoa Kỳ. Năm 2010, dân số của nơi này là 2545 người.

## Dân số
- Dân số năm 2000: 2527 người.
- Dân số năm 2010: 2545 người.